# سعدان ليلي رمادي البطن
سعدان ليلي رمادي البطن (الأسم العلمي : Aotus lemurinus)، والذي يُسمى أيضًا دُروكولي رمادي الأرجل أو قرد البومة الليمورين، هو سعدان صغير من قرود العالم الجديد لعائلة القرود اليلية. موطنه الغابات الأصلية وشبه الاستوائية في أمريكا الجنوبية، يواجه سعدان ليلي رمادي البطن تهديداً كبيراً من الصيد الجائر لاستخدامه في البحوث الصيدلانية و لتدمير لموائله.

## التصنيف
كان هناك ما يصل إلى أربعة سلالات من سعدان ليلي رمادي البطن. تم تسمية جميع الأنواع الفرعية وتصنيفها إلى رتبة الأنواع الكاملة. الأنواع الثلاثة التي تعتبر سلالة من سعدان ليلي رمادي البطن محددة رسميًا هي:
- سعدان ليلي برومباك، Aotus brumbacki
- سعدان ليلي رمادي اليد ، Aotus griseimembra
- سعدان ليلي بنمي، Aotus zonalis

بالإضافة إلى ذلك، يُعتبر الآن سعدان ليلي هيرشكوفيتز Aotus hershkovitzi مرادفًا جديدًا للأسم العلمي لسعدان ليلي رمادي البطن A. lemurinus.

## الوصف
وهو مثل باقِ قرود البومة الآخرين من جنسه، وهذا النوع من القرود اليلية. رأسه صغير ومستدير، مخطط بالأسود وتبرز عينان كبيرتان بنية اللون. التأثير الكلي لا يختلف عن شكل البومة.عيون القرد تلمع بلون البرتقالي المُحمَر بواسطة انعكاس الضوء. حواجبه بيضاء وكثيفة، مع كتلة من الفراء الغامقة بينهما. يوصف فروه الرمادي بأنه كثيف ولامع، حيث يكون الجانب السفلي للحيوان بلون الأصفر ضارباً اللون البرتقالي. الذيل لونه بُني داكن إلى برتقالي وغير قادر على الإمساك بالاشياء.
يضم سعدان ليلي ذو البطن الرمادي على أطراف نحيلة بأصابع طويلة وحساسة. لها أصابع حساسة وواسعة. قد يبلغ وزن البالغين 1.3 كيلوجرام. لوحظ أنه لا يوجد له إزدواج للشكل الجنسي.

## الموائل والنظام الغذائي
يوجد هذا القرد في كل من المناطق الجافة والرطبة في أمريكا الجنوبية، يشغل سعدان ليلي ذو البطن الرمادي جميع مستويات الظلة في الغابات. ومع ذلك، نادرا ما يوجد على الأرض. كما يفضل النباتات الكثيفة حيث تنتشر الأشجار بالتساوي. يصل مدى تواجد ذو البطن الرمادي من كولومبيا ومن شمال شرق الأرجنتين إلى فنزويلا والإكوادور وبنما ؛ كما وجد أيضا في جبال الأنديز الاستوائية.
كل يوم من الأيام ينام سعدان ليلي رمادي البطن في تجاويف الأشجار أو في الغابة الكثيفة ؛ في الليل، يبحث في عن مظلة من الاشجار ومجموعة متنوعة من المواد الغذائية. في المقام الأول يعتبر هذا الحيوان آكل للفواكه، كما يأكل هذا القرد النباتات والحشرات والرحيق، ويأكل حتى الحيوانات الصغيرة الأخرى من الثدييات والطيور عندما يندر الفاكهة.

## السلوك والتكاثر
سعدان ليلي رمادي البطن أكثر نشاطًا خلال ساعات الشفق وفترات من ضوء القمر الساطع، يتكون سعدان ليلي رمادي البطن من زوجان ونسلهما الذي يصل إلى خمسة أفراد في المجموعة الواحدة. ويُشار إلى نوع الرابطة الزوجية بالأحادية؛ يتم تقاسم الواجبات الأبوية بين الزوج والذكور الأحداث. ومع ذلك، فإن الذكر هو الذي يتحمل الجزء الأكبر من مسؤوليات الرعاية والتربية؛ الأنثى تخدم فقط اثتاء الرضاعة. ومن اللافت للنظر، حتى لو مات الذكر، سترفض الأنثى تولي منصب رعاية الطفل.
يتميز هذا القرد بالصخب، ينتج القرد مجموعة من النداءات مثل النقرات اللينة والأصوات صادرة من الحلق منخفضة النبرة تماماً مثل البومة وتصدر صرخات عالية النبرة عند التهيدد. عندما لا يتم التغذية، يكون القرد غير نشط عادة. مثل القرود الليل الآخرين من جنسها، يأخذ سعدان ليلي رمادي البطن مساحة صغيرة نسبيا تبلغ حوالي 0.1 كيلومتر مربع. الرائحة هي عنصر أساسي في التواصل داخل المجموعة. يتم تمييز المناطق بإفرازات زيتية بنية من قاعدة الذيل.
تصل ذروة الولادة في نهاية موسم الجفاف وفي منتصف موسم الأمطار. معدل الحمل يبلغ 133 يومًا، وعادة ما يولد رضيع واحد ؛ التوائم نادرة. ولا يوجد سوى ولادة واحدة كل عام. يبلغ سن النضج الجنسي من 2.5 إلى 3.5 سنة، وعندما ينتشر النسل ويمتد عدد القرود في المجموعة؛ تبدأ القرود بترك المجموعة بحثًا عن رفيق آخر وتكوين مجموعات آخرى.

## روابط خارجية
- ARKive - صور وأفلام قرد الليل الرمادية الرمادية (Aotus griseimembra)
- Aotus التاريخ الطبيعي
- مؤسسة الرئيسيات في بنما